# ماساكي هاتسومي
الدكتور مازا أكي هاتسومي Masaaki Hatsumi (باليابانية 初見良昭). ولد سنة 1931 في الثاني من ديسمبر في مدينة نودا التابعة لمحافظة شيبا وكان اسمه آن ذاك هاتسومي يوشياكي. وهو يتولى منذ سنة 1995 قيادة مركز البوجين كان دوجو Bujinkan Dōjō (باليابانية 武神館道場). والتي تعتبر المؤسسة الرسمية التي تشرف على تدريب النين جوتسو أي فن النينجا في العالم. تتلمذ هاتسومي على يد توشيتسوغو تاكاماتسو Toshitsugu Takamatsu الذي يعتبر آخر النينجا المقاتلين في مدرسة البوجينكان للنينجا. وقد ورث هاتسومي عن معلمه لقب السوكي sōke أي المعلم الرئيس أو المعلم الكبير. ويكون بذلك على رأس تسعة مدارس للفنون القتالية أو كما تدعى باليابانية ريو ryū. وهي كالآتي:
- توكاغوري ريو نينبو تايجوتسو Togakure_Ryu Ninpo Taijutsu 戸隠流忍法体術
- غيوكو ريو كوشي جوتسوGyokko-ryû Kosshijutsu 玉虎流骨指術
- كوكي شيندان هابو بيككانجيوتسو Kuki Shinden-ryû Happô Bikenjutsu 九鬼神伝流八法秘剣術
- كوتو ريو كوبوجوتسو Kotô-ryû Koppôjutsu 虎倒流骨法術
- شيندن فودو ريو داكين تايجوتسو Shinden Fudô-ryû Dakentaijutsu 神伝不動流打拳体術
- تاكاغي يوشين ريو جوتايجوتسو Takagi Yôshin-ryû Jûtaijutsu 高木揚心流柔体術
- جينكان ريو كوبوجيوتسو Gikan-ryû Koppôjutsu 義鑑流骨法術
- غيوكوشين ريو نينبو Gyokushin-ryū Ninpō 玉心流忍法
- كوموغاكوري ريو نينبو Kumogakure-ryū Ninpō 雲隠流忍法

## وصلات خارجية
- ماساكي هاتسومي على موقع IMDb (الإنجليزية)
- ماساكي هاتسومي على موقع قاعدة بيانات الفيلم (الإنجليزية)

http://www.bujinkanbritain.org/sanmyaku.htm